# Ariobarzanes I Filoromajos
Ariobarzanes I Filoromajos (gr. Ἀριοϐαρζάνης, Ariobarzánēs) (zm. 63 p.n.e.) – król Kapadocji w latach ok. 96-93 p.n.e., 92-90 p.n.e., 89-88 p.n.e. i 86-63 p.n.e.
Ariobarzanes nie pochodził z królewskiego rodu. Należał do arystokracji kapadockiej. Został wybrany na króla Kapadocji przez Rzym w wyniku walki o tron między królem Bitynii Nikomedesem III Euergetesem, a królem Pontu Mitrydatesem VI Eupatorem Dionizosem. Bowiem pierwszy z nich obawiając się tego drugiego najazdu na swój kraj, posłał do Rzymu chłopca, jako rzekomego trzeciego syna Ariaratesa VI Epifanesa Filopatora, by ubiegał się o tron Kapadocji. Wysłał go ze swoją żoną Laodiką, a wdową po Ariaratesie. Miała ona, jako rzekoma matka chłopca, potwierdzić w senacie rzymskim, że chłopiec jest jej trzecim synem. Gdy Mitrydates z Pontu dowiedział się o tym, wysłał Gordiosa do Rzymu, by z równym bezwstydem, obwieścił, że chłopiec rządzący Kapadocją jest prawdziwym synem Ariaratesa. Rzymianie jednak zorientowali się w tych machinacjach. Odebrali Kapadocję Mitydatesowi oraz Paflagonię Nikomedesowi. Postanowili je obdarzyć wolnością, ale mieszkańcy Kapadocji odrzucili te propozycje. Rzymianie, więc dali im Ariobarzanesa na króla (ok. r. 96 p.n.e.)
Po kilku latach Ariobarzanes I jako nieudolny władca utracił władzę na rzecz konkurenta Ariaratesa IX Eusebesa Filopatora, syna króla Pontu Mitrydatesa VI. Ten ostatni wysłał Gordiosa, by przekonał króla Armenii Tigranesa II Wielkiego do zaatakowania Ariobarzanesa I. Gdy 93 r. Tigranes II nadchodził, król Kapadocji uciekł ze swoim skarbem do Rzymu. Mitrydates znów przejął kontrolę nad tą krainą, dając ją synowi Ariaratesowi IX, gdzie rządził do 92r. Został on usunięty przez Lucjusza Korneliusza Sullę, rzymskiego namiestnika Cylicji. W 90 r. wodzowie Tigranesa II, Mitraos i Bagoas, usunęli Ariobarzanesa, ponownie wprowadzając na jego miejsce Ariaratesa IX. Rzymianie postanowili rozprawić się z tą sytuacją, aby przywrócić tron swemu protegowanemu. Wysłano w tym celu posłów pod przewodnictwem legata Maniusza Akwiliusza z misją uporządkowania spraw w Azji Mniejszej. Z pomocą Gajusza Kasjusza Longinusa, namiestnika Azji, udało się wprowadzić Nikomedesa IV do Bitynii i Ariobarzanesa I do Kapadocji. Rzymianie potrzebowali pretekstu do wojny z Mitrydatesem. Postanowili namówić ich do napadu na kraj wroga Rzymu.
Król Pontu w czasie tzw. I wojny z Mitrydatesem (89-85 p.n.e.) pokonał i zabił legata Akwiliusza. Zajął w szybkim tempie rzymską prowincję Azja, gdzie mieszkańcy większości miast greckich witali go entuzjastycznie. Ariobarzanes I utracił Kapadocję na rzecz Ariaratesa IX w 88 r. Odzyskał kraj dopiero w 86 r. Odtąd rządził Kapadocją bez zakłóceń. W 81 r. Sulla doprowadził do pojednania między Mitrydatesem a Ariobarzanesem. Król Pontu na spotkaniu zaślubił swą czteroletnią córkę z synem Ariobarzanesa I. Z tego powodu zatrzymał część Kapadocji i inne ziemie, które miał w swych rękach. W r. 63 p.n.e. abdykował na rzecz jedynego syna Ariobarzanesa II Filopatora, którego miał z żoną i królową Atenais I Filostorgos. Nie wiadomo, kiedy i gdzie zmarł.